# Бекренев, Ефим Евстратьевич
Ефим Евстратьевич Бекренев (1743—1803) — российский общественный деятель, градоначальник Петрозаводска, купец 1-й гильдии.

## Биография
Имел дом в Петрозаводске, занимался судовым промыслом. Выполнял государственные подряды по добыче, обработке и поставке облицовочного камня для строительства набережной реки Фонтанка и Казанского собора в Санкт-Петербурге.
В 1794—1796 годах — городской голова Петрозаводска. Выступил с ходатайством о постройке новой каменной Святодуховской церкви, инициировал отвод территории для второго городского кладбища за рекой Неглинкой.
В 1797 году переехал в Санкт-Петербург. Скончался в октябре 1803 года, был похоронен на старообрядческом Малоохтинском кладбище Санкт-Петербурга.

## Семья

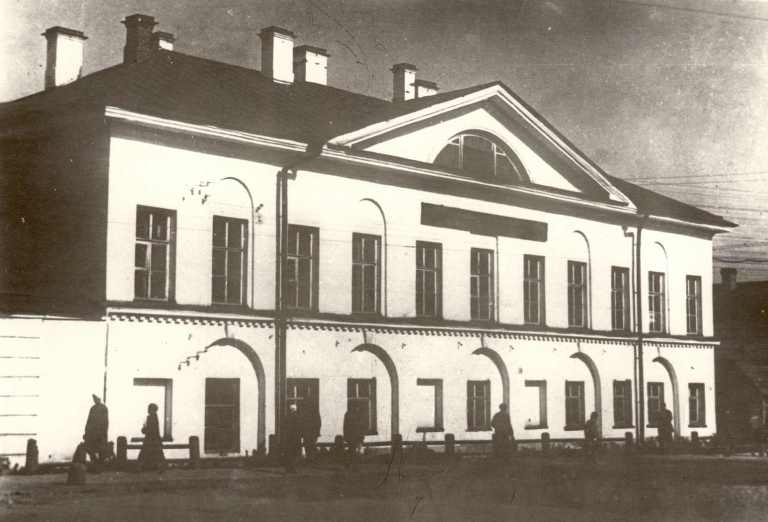
Дом Филиппа Бекренёва (самого большого частного здания города) в Петрозаводске. Архитектор Фёдор Крамер.

Первая жена — Улита Гавриловна (ум. 1773), вторая жена — Пелагея Лукьяновна (род. 1748, Олонец). Сын Филипп (1770—1803) — купец 1-й гильдии.